# Ricard Lamote de Grignon i Ribas

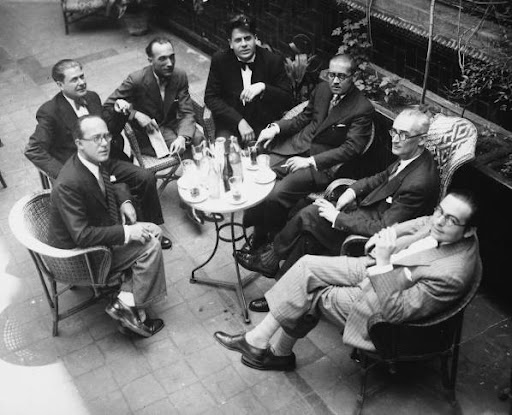
El Grup dels Vuit o Compositors Independents de Catalunya. D'esquerra a dreta: Robert Gerhard, Agustí Grau, Joan Gibert Camins, Eduard Toldrà, Manuel Blancafort, Baltasar Samper i Ricard Lamote de Grignon. Hi falta Frederic Mompou. (1931)

Ricard Lamote de Grignon i Ribas (Barcelona, 25 de setembre de 1899 - Barcelona, 5 de febrer de 1962) fou un compositor i director d'orquestra català.

## Biografia
Fou fill del músic Joan Lamote de Grignon i Bocquet, nascut a Sant Gervasi de Cassoles, i de la seva esposa Florentina Ribas i Mallol, natural de Girona. Després dels anys de formació, a recer del seu pare i de l'escola Granados sota els auspicis de Frank Marshall, Ricard Lamote va entrar a treballar el 1925 en una fàbrica de rotlles de pianola alemanya, en paral·lel amb el seu company Manuel Blancafort. Posteriorment estudià al Conservatori del Liceu. Casat amb la Montserrat Coll, que l'acompanyava al piano i a vegades cantava algun lied. treballava a la vegada de violoncel·lista a l'Orquestra Simfònica de Barcelona, creada pel seu pare el 1910 i que va deixar d'existir el 1925, i a l'Orquestra del Gran Teatre del Liceu, llavors una formació desigual. El 1926 va entrar com a percussionista a la Banda Municipal de Barcelona, el 1930 va ser nomenat director de l'Orquestra Simfònica de Girona i el 1932 va guanyar per oposició la plaça de sotsdirector de la Banda Municipal.
Mentrestant, Ricard Lamote escrivia música que el situava entre els de la seva generació, un conjunt de compositors que per iniciativa de Blancafort conformaren el denominat Grup dels Vuit o Compositors Independents de Catalunya, en l'únic concert públic del qual Ricard Lamote va estrenar la Sonatina per a piano i Quatre estances de Kayyam per a veu i piano. L'abril de 1936 una obra seva, Joan de l'ós per banda, solistes i cor, va inaugurar el XIV Festival de la Societat Internacional per a la Música Contemporània a Barcelona.
Ricard Lamote es va sumar a la protesta pel bombardeig de Gernika que va fer la Legió Còndor a les ordres de Franco i va posar música a un espectacle de caràcter polític amb una composició, el 1936, Cartell simfònic que, dins d'un concert-homenatge a la Unió Soviètica, contenia episodis amb himnes de tots els fronts. Això i les denúncies, van fer que en acabada la Guerra Civil fos empresonat i més tard marxés a València juntament amb el seu pare. Allí ocupà el càrrec de sotsdirector de la recentment creada Orquestra Municipal, al costat del seu pare, que n'era director.
El 1948 tornà a Barcelona, però a causa de la impossibilitat de recuperar el seu càrrec a la Banda Municipal, es dedicà especialment a la composició i la pedagogia musical. El 1957 ocupà la subdirecció de l'Orquestra Municipal de Barcelona, col·laborant estretament fins a la seva mort amb Eduard Toldrà, que n'era el director.
La seva obra inclou des de peces per a piano fins a poemes simfònics, també música de cambra i música simfonicocoral. No podem oblidar les seves aportacions al repertori sardanístic i a les bandes sonores per a pel·lícules.
El Fons de la família Lamote de Grignon, amb obres d'en Ricard i del seu pare, Joan, va ser dipositat al Centre de Documentació Musical de la Generalitat de Catalunya (CDMGC) i actualment es troba a la Biblioteca de Catalunya.
El 1961 es va estrenar al Liceu la seva òpera La cabeza del dragón (Ricard Lamote de Grignon).